# Billy Sheehan
William „Billy“ Sheehan (* 19. března 1953, Buffalo, New York, Spojené státy) je americký baskytarista známý jako člen skupin UFO, Talas, Mr. Big, The Winery Dogs, Sons Of Apollo nebo Niacin a člen doprovodných skupin interpretů jako Steve Vai nebo David Lee Roth.
Sheehan má signovaný model baskytary od značky Yamaha ATTITUDE LIMITED 3.
Od roku 1971 je praktikující člen Scientologie, poté co konvertoval od Katolické církve. Momentálně žije se svou manželkou v Nashvillu. 

## Diskografie (nekompletní)

### s Explorer's Club
- 1998: Age of Impact
- Mr. Big (1989)
- Lean Into It (1991)

### s Mr. Big
- Bump Ahead (1993)
- Hey Man (1996)
- Get Over It (2000)
- Actual Size (2001)
- What If… (2011)

### s Winery dogs
- The Winery Dogs (2013)
- Unleashed In Japan 2013 (live 2014)
- Hot Streak (2015)
- Dog Years EP (2017)
- Dog Years - Live In Santiago (2017)

### s Niacin
- 1996: Niacin
- 1997: Live
- 1998: High Bias
- 2000: Live! Blood, Sweat & Beers
- 2000: Deep
- 2001: Time Crunch
- 2005: Organik

### Sólová alba
- 1989: The Talas Years
- 2001: Compression
- 2005: Cosmic Troubadour
- 2006: Prime Cuts
- 2009: Holy Cow

### Terry Bozzio & Billy Sheehan
- 2002: Nine Short Films

### s Sons Of Apollo
- 2017 – Psychotic Symphony
- 2019 – Live with the Plovdiv Psychotic Symphony
- 2020 – MMXX